# Ficaria verna
Ranunculus ficaria là một loài thực vật có hoa trong họ Mao lương. Loài này được Huds. mô tả khoa học đầu tiên năm 1762.

## Hình ảnh

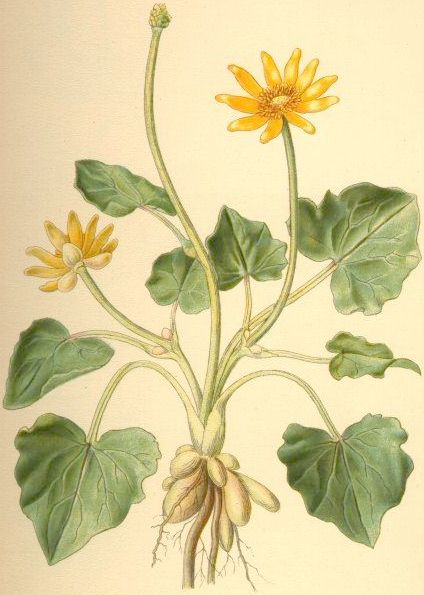
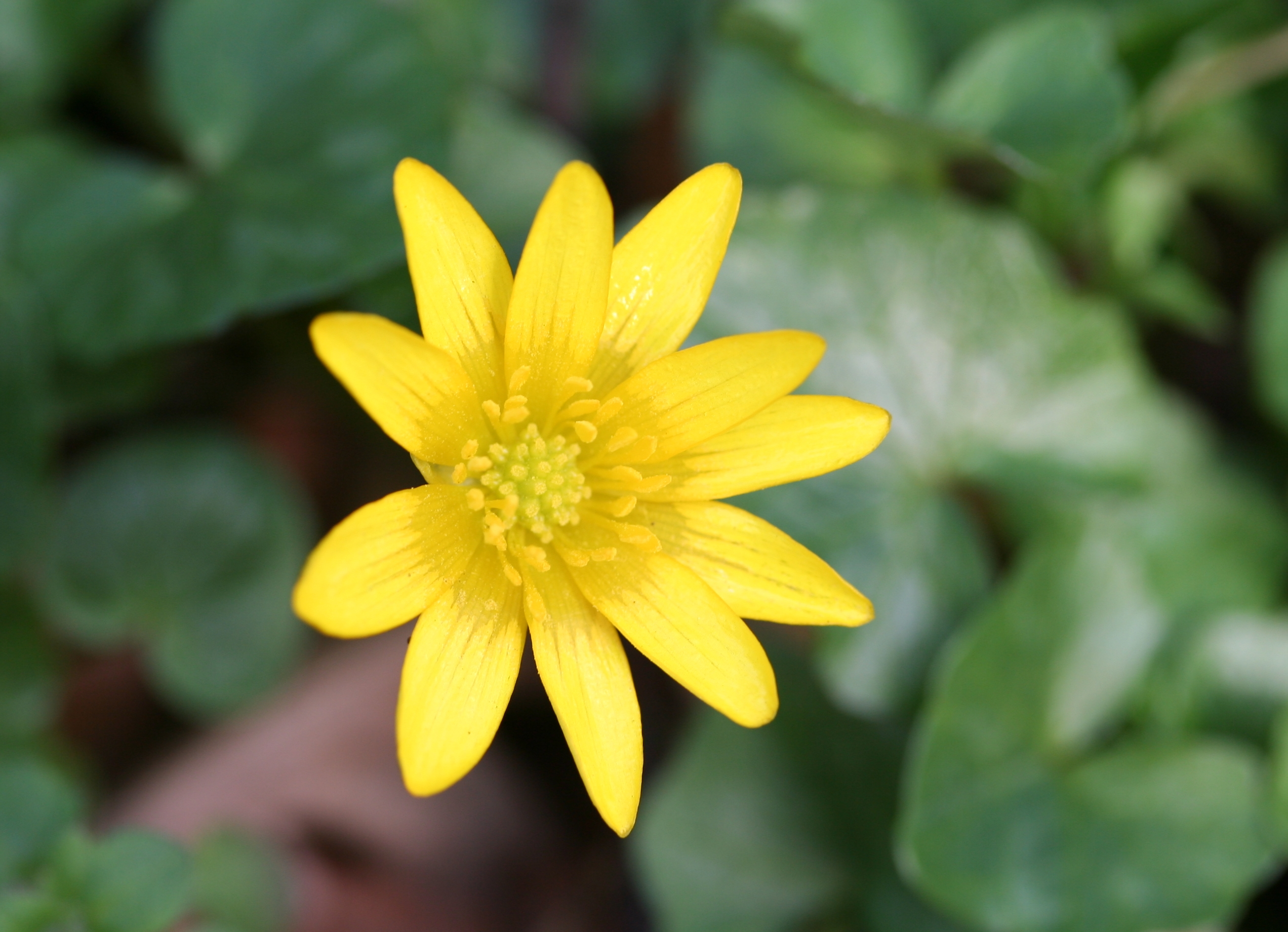
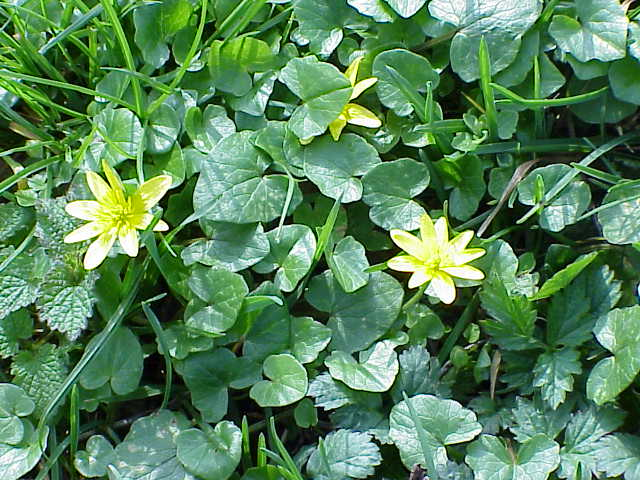